# Нугент фон Вестмет, Лаваль
Лаваль Нугент фон Вестмет (нем. Laval Nugent von Westmeath, 1777—1862) — граф, фельдмаршал австрийской империи.
Родился 3 ноября 1777 года в Баллинакоре в Ирландии.
В 1793 году поступил на службу в австрийскую армию, принимал участие в кампаниях против Наполеона в 1793—1797 и 1799—1800 годах в Голландии, в 1805 году сражался в Австрии и за отличие был произведён в полковники. С 1807 года командовал 61-м пехотным полком.
В начале кампании 1809 года Нугент был 24 мая произведён в генерал-майоры и назначен начальником штаба эрцгерцога Иоганна. В 1813 году Нугент командовал отрядами в Итальянской армии и очистил от французов и итальянцев Хорватию и Истрию. В кампании 1815 года Нугент командовал правым крылом всей австрийской армии в Италии, захватил Рим и нанёс поражение Мюрату при Сен-Джермано (ит.), за что 30 апреля был произведён в фельдмаршал-лейтенанты.
В 1816 году папа римский дал Нугенту титул князя. В 1817—1820 годах Нугент в чине генерал-капитана состоял на службе у короля Обеих Сицилий Фердинанда I. По возвращении на австрийскую службу командовал дивизией в Венеции. 18 сентября 1838 года произведён в фельдцейхмейстеры и назначен командующим войсками во Внутренней Австрии, Иллирии и Тироле.
В кампании 1848 года против Италии Нугент командовал корпусом в Пьемонте, а после начала восстания в Венгрии он со своим корпусом действовал против мятежников и за отличие был произведён в фельдмаршалы.
В 1859 году принимал участие в австро-итало-французской войне.
Нугент скончался 21 августа 1862 года в замке Босильево в Карлштадте (Хорватия).
Награды:
- Орден Золотого руна
- Военный орден Марии Терезии, командорский крест (1814)
- Военный орден Марии Терезии, рыцарский крест (1801)
- Орден Железной короны 1-го класса
- Орден Бани, рыцарь-командор (Великобритания)
- Королевский Гвельфский орден, большой крест (Королевство Ганновер)
- Большой крест Чести и Преданности (Мальтийский орден)
- Орден орла Эсте (Герцогство Модена)
- Орден Святого Фердинанда и Заслуг, большой крест (Королевство Обеих Сицилий)
- Орден Святого Георгия и Воссоединения, большой крест (Королевство обеих Сицилий)
- Орден Святого Андрея Первозванного (Россия, 08.07.1851)
- Орден Святого Александра Невского (Россия, 14.03.1850)
- Орден Святой Анны 1-й степени (Россия)
- Орден Святых Маврикия и Лазаря, большой крест (Сардинское королевство)
- Орден Святого Иосифа, большой крест (Великое герцогство Тосканское)

## Семья
Жена (с 1815): Джованна Риарио-Сфорца (29.07.1797—25.03.1855), дочь Раффаэле Риарио-Сфорца, маркиза ди Колерто, и принцессы Беатрисы Саксонской.
Дети:
- Альберт Ойген Лаваль (25.09.1816, Неаполь — 31.07.1896), граф Нугент. Жена: Тереза Бахманн (18.06.1833—?)
- Беатрикс (1819 или 1822, Неаполь — 26.03.1880, Вена). Муж 1) Массимильяно, маркиз Строцци-Скарлати (1797—1860); 2) (20.01.1864): принц Леопольд фон Крой-Дюльмен (1827—1894)
- Джованна (1821—15.01.1874), графиня Нугент. Муж: Антонио Паллавичини Фиббья, маркиз ди Чентурионе (1802—1876)
- Гильберт Лаваль (1.06.1822—2.11.1864), граф Нугент
- Леонтина (30.11.1824—13.08.1850), графиня Нугент. Муж (17.05.1845): Оскар Гримо, граф д’Орсе (1824—?)
- Артур Патрик Лаваль (17.03.1825—6.05.1897), граф Нугент. Жена: Мария Дитович Эльде фон Цитомир (ум. 06.08.1894)